# Help Me (Joni-Mitchell-Lied)
Help Me ist ein Lied von Joni Mitchell, das 1974 auf ihrem Album Court and Spark erschien. Das Lied wurde mit Tom Scotts Jazzband L.A. Express aufgenommen.
Help Me war Mitchells größter Single-Erfolg und einziger Top-10-Hit; er erreichte im Juni 1974 Platz 7 der Billboard Hot 100 und Platz 1 der Easy-Listening-Charts.
Der Song steht auf Platz 288 der 500 besten Songs aller Zeiten des Rolling Stone.

## Coverversionen
Von dem Song gibt es rund 90 Coverversionen – eine Auswahl:
- 2000: Wynonna, Album New Day Dawning
- 2003: Mandy Moore, Album Coverage
- 2004: Karrin Allyson, Album Wild For You
- 2007: K.d. lang, Album A Tribute to Joni Mitchell
- 2009: Will Young, Liveaufnahme als B-Seite seiner Single Let It Go
- 2010: Katharine McPhee, Album Unbroken
- 2019: Chaka Khan, Album Joni 75: A Birthday Celebration

## Popkultur
Prince erwähnt den Song in dem Stück The Ballad of Dorothy Parker aus seinem Album Sign o’ the Times (1987) wie folgt: „‘Oh, my favorite song’ she said. And it was Joni singing ‘Help me I think I’m falling’“. Eine Kostprobe ist auch in Looking Through Patient Eyes (1993) von P. M. Dawn zu hören.
In der Serie South Park singt die Figur Butters Stotch Help Me kurz in Staffel 11, Episode 2 (Cartman Sucks). In der 6. Staffel der Fernsehserie Shameless singen die Hauptfiguren Frank Gallagher und seine Geliebte Queenie die erste Hälfte des Liedes beim Frühstück.